# Östra Värlinge
Östra Värlinge är en småort i Hammarlövs socken på Söderslätt i Trelleborgs kommun, Skåne län.